# Municipio de Seybaplaya
El Municipio de Seybaplaya es uno de los 13 municipios que componen al estado de Campeche, México. Su formación fue aprobada el 28 de febrero de 2019 por el Congreso del Estado de Campeche, emancipándolo del municipio de Champotón. Su cabecera municipal es la ciudad de Seybaplaya. El territorio que integra al municipio de Seybaplaya abarca 289 km², siendo el más pequeño del estado, y su estimado de población en 2017 era de 15 420 habitantes.

## División administrativa
El Municipio de Seybaplaya se divide en 2 Comisarías Municipales: Villa Madero y Xkeulil; y 1 Agencia Municipal: Haltunchén. Además también el municipio cuenta con las Haciendas de Kisil, San Pedro, Santa Isabel y Yaxcucul, Las congregaciones de Acapulquito y Costa blanca , Los Ranchos de Boxol, Chunhuás, Destino, Hunaban, Monte Frío, El Morro, Nenela y Xculpac . Aunque la ex junta municipal de Seybaplaya abarcaba también los Poblados de La Joya, Ciudad del Sol, La Noria y El Porvenir que actualmente pertenecen al municipio de Champotón.

### Localidades
| Código INEGI    | Localidad       | Población (2020) |
| --------------- | --------------- | ---------------- |
| 040120001       | Seybaplaya      | 9 515            |
| 040120055       | Villa Madero    | 4 612            |
| 040120056       | Xkeulil         | 1 063            |
| 040120016       | Haltunchén      | 230              |
| Total municipal | Total municipal | 15 420           |

## Geografía
El Municipio de Seybaplaya limita al norte con el municipio de Campeche, al oeste con el Golfo de México, al este con los municipios de Campeche y también con el de Champotón, y al sur limita con el municipio de Champotón.

## Comunicaciones
El Municipio de Seybaplaya se comunica al resto del estado con las siguientes carreteras y caminos:
- Carretera Federal 180  (Ciudad del Carmen-Campeche).

- Carretera Federal 180D  (Villa Madero-Campeche).

- Carretera Federal 188  (Haltunchen-Cayal).

- Carretera Estatal 60  (Seybaplaya-Uayamon).

## Atractivos Turísticos
- Balneario "Payucan"
- Mirador "Cristo Rey"
- Cuevas y Faro del "Morro"
- Iglesia de "Seyba Cabecera"
- Parador Turístico "Letras de Seybaplaya"

## Política

### Representación Legislativa
Para la elección de diputados a nivel federal y local, el municipio se encuentra ingredado en: 
Local
- XVI Distrito Electoral Local de Campeche con cabecera en Seybaplaya.

Federal
- II Distrito Electoral Federal de Campeche con cabecera en Ciudad del Carmen.

Presidentes Municipales
- Comité Municipal (2019-2021)
- Cinthya Gelitzi Velázquez Rivera  Partido Revolucionario Institucional (2021-2024).
- Magdalena del Socorro Jiménez Pacheco  Partido del Trabajo (2024-2027).

## Educación
El Municipio de Seybaplaya cuenta con diversas escuelas públicas de diferentes niveles educativos que son las siguientes:
En la Ciudad de Seybaplaya se ubican las siguientes escuelas:
- Preescolar: Jardín de Niños Niño Campechano, Jardín de Niños María Elena Chanes, Jardín de Niños Guadalupe Victoria y el Jardín de Niños Francisco Pacheco Segovia.
- Primaria: Escuela Primaria Ricardo Contreras, Escuela Primaria Lázaro Cárdenas T.M.,  Escuela Primara Lázaro Cárdenas T.V. y Escuela Primara Pablo García.
- Secundaria: Escuela Secundaria Técnica Núm.11.
- Preparatoria: Colegio de Bachilleres del Estado de Campeche Plantel 04
- Universidad: Universidad Rosario Castellanos.

En el Pueblo de Villa Madero se ubican las siguientes escuelas:
- Preescolar: Jardín de Niños Francisco Gabilondo Soler.
- Primaria: Escuela Primaria 21 de Agosto.
- Secundaria: Escuela Secundaria Técnica Núm.38.

En el Pueblo de Xkeulil se ubican las siguientes escuelas:
- Preescolar: Jardín de Niños Zac-Nicte.
- Primaria: Escuela Primaria Emilio Carranza
- Secundaria: Escuela Telesecundaria Núm.57.

El Pueblo de Haltunchen no cuenta con ninguna escuela.